# Udržitelná výstavba
Udržitelná výstavba je součástí (trvale) udržitelného rozvoje, a to konkrétně v oblasti stavebnictví a užívání staveb. Je to taková výstavba, která uvádí v soulad environmentální, sociální a ekonomické aspekty při výstavbě a provozu budov.
Agenda 21 pro udržitelnou výstavbu, která navazuje na dokument Agenda 21, definuje jako udržitelnou budovu tu, která vykazuje následující aspekty:
- spotřebovává minimální množství energie a vody během svého života,
- využívá efektivně suroviny (materiály šetrné k životnímu prostředí, obnovitelné materiály),
- má zajištěnu dlouhou dobu životnosti (kvalitní konstrukční zpracování, adaptabilita konstrukce pro různé druhy provozu),
- vytváří co nejmenší množství odpadu a znečištění během svého života (trvanlivost, recyklovatelnost),
- efektivně využívá půdu,
- dobře zapadá do přirozeného životního prostředí,
- je ekonomicky efektivní z hlediska realizace i provozu,
- uspokojuje potřeby uživatele nyní i v budoucnosti (pružnost, adaptabilita, kvalita místa),
- vytváří zdravé životní prostředí v interiéru.

V současné době se tento typ výstavby v médiích též nepřesně označuje jako "zelená", "ekologická", či "šetrná". První dvě označení mají blízko k výstavbě, která respektuje a naplňuje pouze část principů udržitelné výstavby, a to dopady stavby na životní prostředí.
V praxi se využívají různá certifikační schémata, která na základě výše uvedených principů pomáhají určit u budov míru souladu s principy udržitelné výstavby. Výše uvedené vlastnosti se tedy různými způsoby hodnotí a certifikují. V České republice se pro certifikaci budov užívá národní schéma SBToolCZ.